# Edward Frederick Lindley Wood, 1r Earl de Halifax
Edward Frederick Lindley Wood, 1r comte de Halifax (16 d'abril de 1881 - 23 de desembre de 1959), conegut com a Lord Irwin de 1925 a 1934 i vescomte de Halifax de 1934 a 1944, va ser un polític conservador britànic de la dècada de 1930. Va ocupar diversos càrrecs ministerials d'alt rang durant aquest temps, sobretot els de virrei de l'Índia de 1926 a 1931 i de secretari d'Afers Exteriors entre 1938 i 1940. Va ser un dels arquitectes de la política d'apaivagament d'Adolf Hitler entre 1936 i 1938, treballant estretament amb el primer ministre Neville Chamberlain. Després de la Kristallnacht del 9 al 10 de novembre de 1938 i l'ocupació alemanya de Txecoslovàquia el març de 1939, va ser un dels que va impulsar una nova política per intentar dissuadir més agressions alemanyes prometent anar a la guerra per defensar Polònia.
Quan Chamberlain va dimitir a principis de maig de 1940, Halifax va rebutjar el càrrec de primer ministre, ja que considerava que Winston Churchill seria un líder de guerra més adequat (la pertinença de Halifax a la Cambra dels Lords es va donar com a raó oficial). Unes setmanes més tard, amb els Aliats a prop d'una derrota catastròfica i les forces britàniques retirant-se a Dunkerque, Halifax va preferir apropar-se a Itàlia per veure si es podien negociar termes de pau acceptables. Churchill el va rebutjar després d'una sèrie de reunions tempestuoses del gabinet de Guerra. De 1941 a 1946, va exercir com a ambaixador britànic als Estats Units.

## Primers anys i educació
Wood va néixer el 16 d'abril de 1881 al castell de Powderham, a Devon, a casa del seu avi matern, William Courtenay, onzè comte de Devon. Va néixer en una família de Yorkshire, sisè fill i quart nen de Charles Wood, segon vescomte Halifax (1839–1934), i Lady Agnes Elizabeth Courtenay (1838–1919). El seu pare va ser president de la Unió de l'Església Anglesa, que va impulsar la reunió ecumènica, el 1868, 1919 i 1927–1934. El seu besavi va ser Charles Grey, segon comte Grey, famós pel te, i també el primer ministre que va introduir la Llei de Reforma de 1832.
Entre 1886 i 1890, els tres germans grans de Wood van morir joves, deixant-lo, als nou anys, hereu de la fortuna del seu pare i de l'escó a la Cambra dels Lords. Va ser criat en un món de religió i caça. La seva religiositat com a devot anglocatòlic com el seu pare li va valer el sobrenom, possiblement encunyat per Churchill, de "Holy Fox" ("Santa Guineu"). Va néixer amb el braç esquerre atrofiat i sense mà esquerra, cosa que no li va impedir gaudir de muntar a cavall, caçar i disparar. Tenia una mà esquerra artificial amb un polze accionat per ressort, amb el qual podia subjectar les regnes o obrir portes.
La infància de Wood va transcórrer principalment entre dues cases a Yorkshire: Hickleton Hall, prop de Doncaster, i Garrowby. Va assistir a la St David's Prep School des del setembre de 1892 i a l'Eton College des del setembre de 1894. No va ser feliç a l'escola, ja que no tenia talent ni per a l'esport ni per a les clàssiques. Va anar al Christ Church d'Oxford l'octubre de 1899. No va participar en la política estudiantil, però va florir acadèmicament, graduant-se amb una llicenciatura de primera classe en Història Moderna. Mentre era a Oxford, va ser membre de la societat privada masculina de menjador, el Bullingdon Club, coneguda pels seus membres rics, grans banquets i mal comportament.
Des del novembre de 1903 fins al 1910, va ser membre de l'All Souls College, d'Oxford. Després d'un any a l'All Souls, va fer un Gran Viatge per Sud-àfrica, l'Índia, Austràlia i Nova Zelanda amb Ludovic Heathcoat-Amory. El 1905, va tornar a Anglaterra per estudiar dos anys a All Souls. Va visitar el Canadà el 1907. Va escriure una breu biografia del clergue victorià John Keble (1909).

## Inici de la carrera política i servei de guerra
Wood no s'havia presentat a les eleccions generals del Regne Unit de 1906, en què els liberals van obtenir una victòria aclaparadora, optant per dedicar les seves energies a la seva All Souls Fellowship. El 1909, el rumb polític havia canviat prou perquè Wood es presentés a la candidatura conservadora a Ripon, a Yorkshire, i va ser seleccionat fàcilment a través de la influència local. Ripon s'havia convertit en liberal el 1906; Wood les va guanyar amb una majoria de 1.000 vots el gener de 1910 i les va mantenir amb una majoria reduïda el desembre de 1910. Va romandre com a membre del Parlament per Ripon fins a la seva ascensió als Lords el 1925. Era un Ditcher (és a dir, oposat al final amarg i disposat a "morir a l'última rasa" per defensar el dret de la Cambra dels Lords a vetar la legislació) en les disputes sobre la Llei del Parlament de 1911, però realment va tenir poc impacte en la política abans de 1914. Es va oposar vigorosament a la desaparició gal•lesa.
Abans de la Primera Guerra Mundial, Wood ja era capità dels Queen's Own Yorkshire Dragoons, un regiment de yeomanry de West Riding. Va fer una rara intervenció en un debat, instant que s'introduís immediatament el servei militar obligatori. Va ser enviat al front el 1916. El gener de 1917 va ser esmentat en despatxos ("Déu sap què per a què", va escriure). Va ascendir al rang de major. Després va ser subdirector de Subministrament de Treball al Ministeri del Servei Nacional des del novembre de 1917 fins a finals de 1918. Inicialment va simpatitzar amb la proposta de Lord Lansdowne d'una pau de compromís, però finalment va exigir una victòria total i una pau punitiva.
Wood no va trobar oposició a les eleccions generals del Regne Unit de 1918, 1922, 1923 i 1924. Va ser signatari de la petició de Lowther de l'abril de 1919 que demanava unes condicions de pau més dures contra Alemanya en el Tractat de Versalles que s'estava negociant. Al Parlament de 1918-1922, Wood va ser aliat de Samuel Hoare, Philip Lloyd-Greame i Walter Elliot, tots diputats joves i ambiciosos a favor d'una reforma progressista.
El 1918, Wood i George Lloyd (més tard Lord Lloyd) van escriure "La Gran Oportunitat", un tractat que pretenia establir una agenda per a un Partit Conservador i Unionista reviscolat després del final de la coalició de Lloyd George. Van instar el Partit Conservador a concentrar-se en el benestar de la comunitat en lloc del bé de l'individu. Amb la Guerra d'Independència Irlandesa en curs, Wood va instar a una solució federal. En aquest moment es va concentrar en l'habitatge, l'agricultura i Irlanda.

## Inici de la carrera ministerial
El maig de 1920, Wood va acceptar el càrrec de governador general de Sud-àfrica; l'oferta va ser retirada després que el govern sud-africà anunciés que volia un ministre del gabinet o un membre de la família reial. L'abril de 1921, va ser nomenat sotssecretari d'Estat per a les colònies, sota el comandament de Churchill, que inicialment es va mostrar reticent a reunir-se amb ell (en una ocasió va irrompre al despatx de Churchill i li va dir que "esperava ser tractat com un cavaller"). L'hivern de 1921-1922, Wood va visitar les Índies Occidentals Britàniques i va escriure un informe per a Churchill.
El 16 d'octubre de 1922, Wood va assistir a la reunió dels ministres júniors, que van expressar la seva inquietud per la Coalició Lloyd George. El 19 d'octubre de 1922, va votar a la reunió del Carlton Club perquè els conservadors lluitessin a les següents eleccions com a força independent. La Coalició va acabar i Bonar Law va formar un govern purament conservador. Wood va ser ascendit al Gabinet el 24 d'octubre de 1922 com a President del Consell d'Educació. Alguns van veure això com una millora en el caràcter moral del govern. Les polítiques d'austeritat no deixaven espai per a polítiques constructives. Wood, que passava dos dies caçant cada setmana, no estava ni interessat ni era particularment eficaç en la feina, però la veia com un trampolí cap a coses més grans. No estava content amb l'adopció d'aranzels per part de Stanley Baldwin el desembre de 1923, que va fer que els conservadors Regne Unit de perdessin la majoria i cedissin el pas a un govern laborista minoritari.
Quan els conservadors van tornar al poder el 6 de novembre de 1924, Wood va ser nomenat ministre d'Agricultura, una feina més onerosa que la d'Educació. Va portar un projecte de llei d'agricultura i delmes a la Cambra dels Comuns.

## Virrei de l'Índia

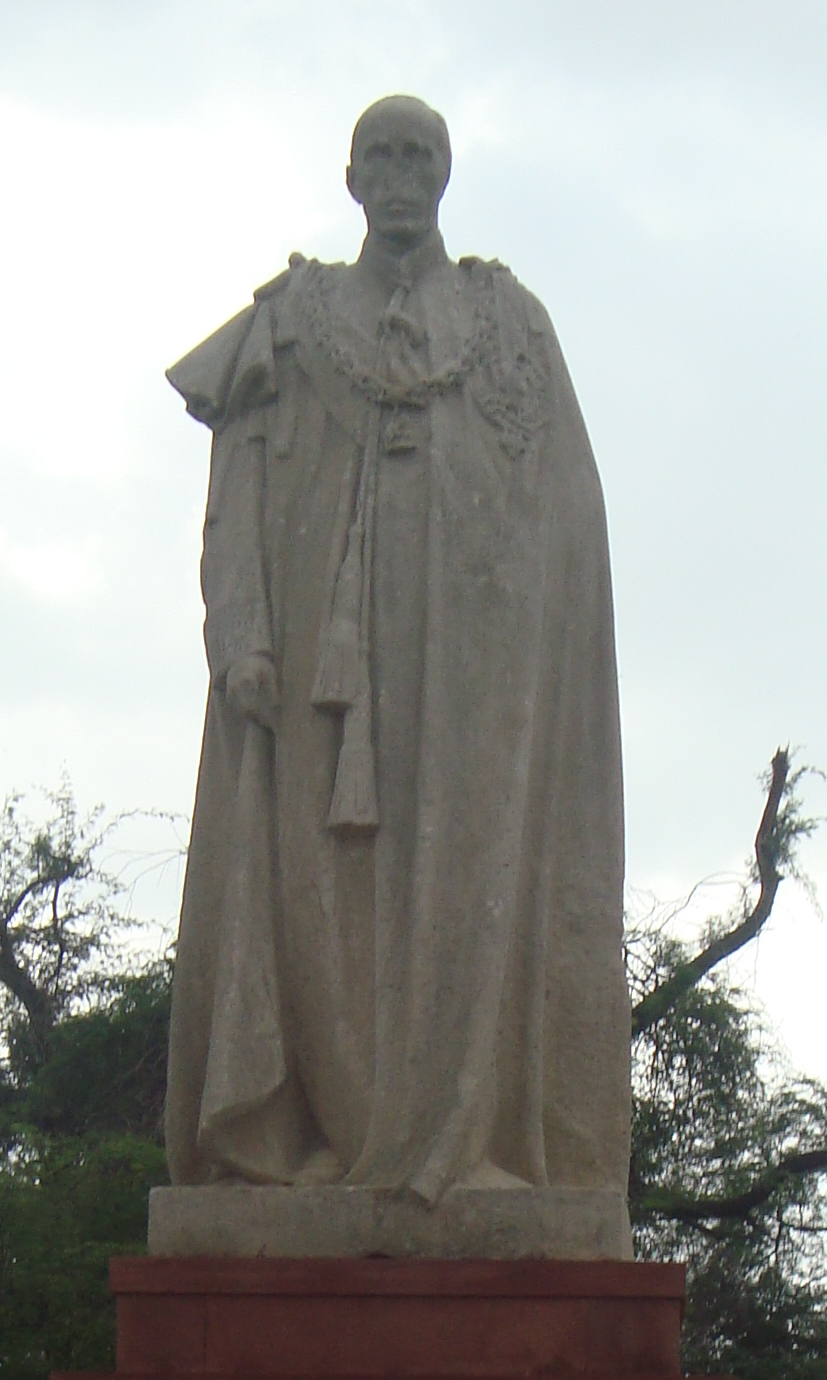
Estàtua de Lord Irwin al Coronation Park, Delhi

L'octubre de 1925, Lord Birkenhead, secretari d'Estat per a l'Índia, va oferir a Wood el càrrec de virrei de l'Índia per suggeriment del rei Jordi V. El seu avi, Sir Charles Wood, havia estat secretari d'Estat per a l'Índia entre 1859 i 1865. Gairebé va rebutjar la proposta, ja que tenia dos fills en edat escolar i semblava poc probable que el seu pare, ja gran, visqués fins al 1931, quan havia d'acabar el seu mandat. Va acceptar per consell del seu pare (que va viure per veure'l tornar). Va ser nomenat baró Irwin, de Kirby Underdale, al comtat de York, el desembre de 1925. Va marxar cap a l'Índia el 17 de març de 1926, i va arribar a Bombai l'1 d'abril de 1926. Irwin va ser honorat amb el títol de Gran Cavaller Comandant de l'orde de l'Estrella de l'Índia i de Gran Cavaller Comandant de l'orde de l'Imperi Indi el 1926.
Irwin gaudia de la pompa del virregnat. Era un genet hàbil i mesurava 1,95 m. Tenia una "forma encorbada ceciliana i uns ulls amables i comprensius" i donava la impressió d'un Príncep de l'Església. Es van fer diversos intents per assassinar-lo. Era més comprensiu amb els indis que els seus predecessors, tot i que no tenia cap remordiment a signar ordres de mort quan les considerava justificades. Volia que els indis estiguessin més units i amics del Regne Unit; el seu primer discurs important com a virrei, i diversos més durant el seu mandat, van instar a posar fi a la violència comunitària entre hindús i musulmans.

### Comissió Simon
La Llei del Govern de l'Índia de 1919 havia incorporat les Reformes de Montagu-Chelmsford ("Diarquia" - govern compartit entre britànics i indis a nivell local) i havia promès que després de deu anys hi hauria una comissió per investigar sobre una nova constitució i assessorar sobre si calien més reformes. Irwin va acceptar que era necessari un major autogovern, ja que les aspiracions nacionals índies havien crescut des de 1919. Birkenhead va avançar la data de la comissió i la va posar sota la direcció de Sir John Simon. Irwin va recomanar una investigació totalment britànica, ja que pensava que les faccions índies no es posarien d'acord entre elles, sinó que s'alinearien amb els resultats de la investigació. David Dutton creu que aquest va ser "l'error més fatídic del seu virregnat, i un que va arribar a lamentar amargament".
El novembre de 1927 es va anunciar la composició de la Comissió Simon. Tots els principals partits indis, inclòs el Congrés Nacional Indi, la van boicotejar. Irwin va assegurar a Birkenhead que Simon podria guanyar-se l'opinió índia moderada. Simon va arribar a Bombai el 3 de febrer de 1928. Va obtenir alguns èxits limitats, però Irwin es va convèncer que caldria un nou gest. Les respostes índies a l'arribada de Simon van incloure la Conferència de Tots els Partits, un comitè de la qual va elaborar l'Informe Nehru (maig de 1928), que defensava l'estatus de Domini per a l'Índia. Tanmateix, també hi va haver violència, inclosa la mort de Lala Lajpat Rai el novembre de 1928 i l'atac de venjança de Bhagat Singh el desembre de 1928. Altres respostes van incloure els 14 punts del líder de la Lliga Musulmana, Muhammad Ali Jinnah (març de 1929).

### La Declaració Irwin
El juny de 1929, un nou govern laborista va prendre possessió del càrrec al Regne Unit, amb Ramsay MacDonald com a primer ministre per segona vegada i William Wedgwood Benn com a secretari d'Estat per a l'Índia. El 13 de juliol de 1929, Irwin va arribar a Anglaterra de permís, després d'haver escollit Lord Goschen com a virrei en funcions a l'Índia. De fet, en tornar a Londres, Irwin va portar amb ell un esborrany "suggerit" d'intercanvi de cartes entre MacDonald i Simon. El seu pla era que Simon escrivís proposant una Conferència de la Taula Rodona per discutir les conclusions de la comissió, i que MacDonald respongués assenyalant que la Declaració de Montagu de 1917 implicava un compromís amb l'estatus de Domini (és a dir, que l'Índia s'hauria d'autogovernar completament, com el Canadà o Austràlia). Simon va veure els esborranys i tenia seriosos dubtes sobre la Conferència de la Taula Rodona prevista. L'intercanvi de cartes no esmentava l'estatus de Domini, ja que els altres comissionats no hi estaven a favor, tot i que Simon no va informar de la profunditat del seu sentiment, que ell va acabar compartint, que aquesta declaració soscavaria les conclusions de la Comissió i que l'estatus de Domini es convertiria ara en una demanda mínima per als líders indis en lloc d'un objectiu final. L'autor David Dutton troba "curiós" que Irwin, que havia cregut que Simon no s'oposaria a l'estatus de Domini, no ho entengués.
La Declaració Irwin d'octubre de 1929 va comprometre Gran Bretanya amb l'eventual estatus de Domini per a l'Índia. Malgrat que aquesta política havia estat implícita durant una dècada, la Declaració va ser denunciada per molts membres de la dreta conservadora. Lord Reading (predecessor d'Irwin com a virrei) la va denunciar, i Simon va fer saber el seu disgust. Hi va haver una breu esperança d'un avenç en les relacions angloíndies, però la Conferència de Nova Delhi del desembre de 1929 entre Irwin i els líders indis no va aconseguir un acord. Gandhi va iniciar una campanya de desobediència civil amb l'objectiu d'aconseguir la independència completa. Va caminar durant 24 dies fins al mar, on va procedir a fer sal, incomplint el monopoli històric del govern. Irwin va fer empresonar tots els líders del Congrés, inclòs finalment Gandhi.
Algunes crítiques a Irwin poden haver estat injustes, però havia comès un error i les conseqüències van ser greus i els disturbis van créixer. La posició d'Irwin va ser vista com a excessivament indulgent per Londres, però com a poc entusiasta a l'Índia. Amb poc marge de maniobra, Irwin va recórrer a la repressió utilitzant els seus poders d'emergència per prohibir les reunions públiques i aixafar l'oposició rebel. La detenció de Gandhi, però, només va empitjorar les coses.

### Acord amb Mahatma Gandhi

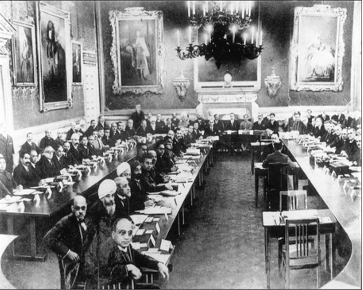
La Primera Conferència de la Taula Rodona a Londres, 12 de novembre de 1930

El novembre de 1930, el rei Jordi V va inaugurar la Primera Conferència de la Taula Rodona a Londres; no hi va participar cap delegat del Congrés perquè Gandhi era a la presó. El gener de 1931, Gandhi va ser alliberat i, per invitació d'Irwin, van tenir vuit reunions junts. Irwin va escriure al seu pare, que era ancià, que "era com parlar amb algú que havia baixat d'un altre planeta a aquest per a una breu visita de dues setmanes i la perspectiva mental del qual era força diferent de la que regulava la majoria dels afers del planeta al qual havia baixat". Però es tenien un respecte mutu basat en les seves respectives religions.
Les discussions de dues setmanes van donar lloc al Pacte Gandhi-Irwin del 5 de març de 1931, després del qual es van suspendre el Moviment de Desobediència Civil i el boicot als productes britànics a canvi d'una Segona Taula Rodona que representés tots els interessos. Els punts més destacats van ser:
- El Congrés interrompria el Moviment de Desobediència Civil.
- El Congrés participaria a la Conferència de la Taula Rodona.
- El Govern retiraria totes les ordenances emeses per frenar el Congrés.
- El Govern retiraria tots els processos relacionats amb delictes que no impliquin violència.
- El govern alliberaria totes les persones que compleixen condemnes de presó per les seves activitats en el moviment de desobediència civil.

A més, es va acordar que Gandhi s'uniria a la Segona Conferència de la Taula Rodona com a únic representant del Congrés. El 20 de març de 1931, Irwin va retre homenatge a l'honestedat, la sinceritat i el patriotisme de Gandhi en un sopar ofert pels prínceps governants. El vespre del 23 de març de 1931, després d'un judici ara considerat àmpliament com a il•legal i injust, els revolucionaris indis Bhagat Singh, Shivaram Rajguru i Sukhdev Thapar van ser penjats, en una execució avançada 12 hores. L'abast exacte de la interferència política encara no s'ha revelat.

## Política britànica 1931–1935
Irwin va tornar al Regne Unit el 3 de maig de 1931. Va ser honorat amb l'orde de la Lligacama (va esdevenir canceller de l'orde el 1943). El 1931 va rebutjar el càrrec del Ministeri d'Afers Exteriors del nou Govern Nacional, sobretot perquè a la dreta conservadora no li hauria agradat. Oficialment, va declarar que volia passar temps a casa. Va anar al Canadà, per invitació de Vincent Massey, per parlar a la Universitat de Toronto. Encara era un ferm protegit de Stanley Baldwin. El juny de 1932, després de la mort sobtada de Sir Donald Maclean, va tornar al Gabinet com a president del Consell d'Educació, per segona vegada, després d'haver estat aparentment genuïnament reticent a acceptar-ho. Les seves opinions eren una mica antiquades: va declarar: "Volem una escola per formar-los per ser criats i majordoms".
Irwin va esdevenir mestre de Middleton Hunt el 1932 i va ser elegit canceller de la Universitat d'Oxford el 1933. El 1934 va heretar el títol de vescomte Halifax en morir el seu pare, de 94 anys. Va ajudar Samuel Hoare a redactar el que es va convertir en la Llei del Govern de l'Índia de 1935, la legislació més gran del govern de 1931-1935. El juny de 1935, Baldwin va esdevenir primer ministre per tercera vegada, i Halifax va ser nomenat secretari d'Estat de Guerra. Estava encantat de renunciar al càrrec d'Educació. Creia que el país no estava preparat per a la guerra, però es va resistir a les demandes de rearmament dels caps d'estat major. El novembre de 1935, després de les eleccions generals, Halifax va esdevenir Lord del Segell Privat i líder de la Cambra dels Lords.

## Política exterior

### Col·lega d'Eden

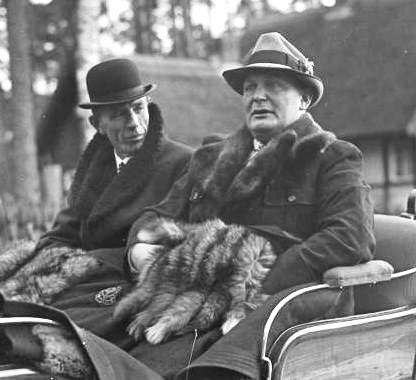
Lord Halifax amb Hermann Göring a Schorfheide, Alemanya, 20 de novembre de 1937

En aquell moment, Halifax esdevenia cada cop més influent en afers exteriors. El gabinet es va reunir el matí del 18 de desembre de 1935 per discutir la protesta pública sobre el Pacte Hoare-Laval. Halifax, que havia de fer una declaració als Lords aquella tarda, va insistir que el secretari d'Afers Exteriors, Samuel Hoare, havia de dimitir per salvar la posició del govern, cosa que va fer que J. H. Thomas, William Ormsby-Gore i Walter Elliott també demanessin la seva dimissió. Anthony Eden va ser nomenat secretari d'Afers Exteriors en lloc de Hoare. L'any següent, Halifax va dir que les disposicions del Pacte "no eren tan espantosament diferents de les proposades pel Comitè dels Cinc [de la Lliga]. Però aquestes últimes eren de llinatge respectable: i les de París s'assemblaven massa als acords fora d'escena de la diplomàcia del segle xix". Efectivament, tot i que no formalment, Halifax va ser vicesecretari d'Afers Exteriors a Eden. Halifax va ser un dels signataris del Tractat anglo-egipci de 1936. En general es van entendre bé.
Halifax i Eden estaven d'acord sobre la direcció de la política exterior (i en línia amb l'opinió predominant a Gran Bretanya) que la remilitarització de Renània per part de l'Alemanya nazi, el seu "propi pati del darrere", seria difícil d'oposar-s'hi i s'hauria de rebre amb satisfacció en la mesura que continuava el progrés aparent d'Alemanya cap a la normalitat després de les tribulacions de l'acord posterior a la Primera Guerra Mundial. El 1936, Neville Chamberlain va registrar que Halifax sempre deia que volia retirar-se de la vida pública. El maig de 1937, quan Neville Chamberlain va succeir Baldwin com a primer ministre, Halifax va esdevenir Lord President del Consell, a més de romandre com a líder de la Cambra dels Lords. Chamberlain va començar a intervenir cada cop més directament en política exterior, una activitat per a la qual els seus antecedents no l'havien preparat i que va causar una tensió creixent amb Eden.
El novembre de 1937, Halifax va visitar Alemanya de manera semioficial i es va reunir amb Adolf Hitler. La visita es va produir després que Hermann Göring convidés Halifax, en la seva qualitat privada com a Mestre de la Caça de Middleton, a assistir a una exhibició de caça a Berlín i a caçar guineus amb Göring a Pomerània. Halifax va declarar més tard que inicialment no s'havia mostrat entusiasmat amb les circumstàncies de la visita, tot i que Eden l'havia pressionat perquè acceptés la invitació, i el viatge de Halifax a Alemanya no havia estat un intent de Chamberlain d'eludir el Ministeri d'Afers Exteriors. A Alemanya, Göring va donar a Halifax el sobrenom de "Halalifax", per una crida de caça alemanya, Halali!. A Berchtesgaden, hi va haver una reunió llarga i tensa amb Hitler, a qui inicialment va confondre amb un lacai. En aquestes discussions, Halifax va parlar de "possibles alteracions de l'ordre europeu que podrien estar destinades a produir-se amb el pas del temps". Ignorant les reserves d'Eden, no es va oposar en principi als designis de Hitler sobre Àustria i parts de Txecoslovàquia i Polònia, tot i que va emfatitzar que només serien acceptables processos pacífics de canvi. En general, es considerava públicament que Halifax actuava en nom del govern britànic i que intentava renovar el diàleg amb el govern alemany.

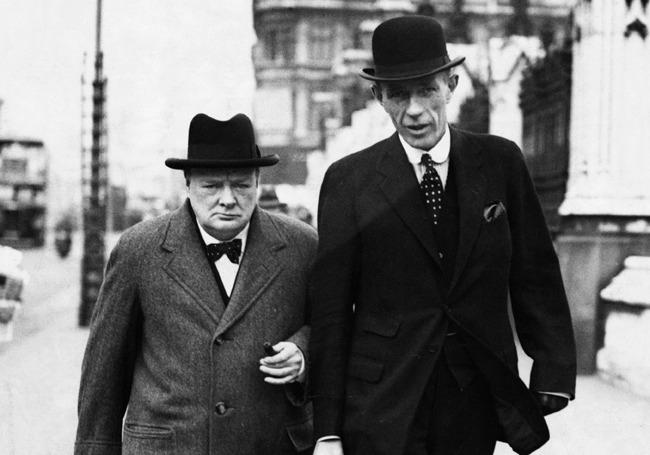
Halifax i Winston Churchill el 1938. Observeu la mà esquerra artificial d'Halifax, amagada sota un guant negre.

Escrivint a Baldwin sobre el tema de la conversa entre Carl Jacob Burckhardt (el comissari de la Societat de Nacions a Danzig) i Hitler, Halifax va dir: "El nacionalisme i el racialisme són una força poderosa, però no crec que sigui antinatural o immoral! No puc dubtar que aquests individus siguin autèntics odiadors del comunisme, etc.! I m'atreveixo a dir que si estiguéssim en la seva posició, sentiríem el mateix!"
El desembre de 1937, Halifax va dir al gabinet que "hauríem de posar-nos en bons termes amb Alemanya", ja que malgrat els millors esforços d'Eden i Chamberlain, Gran Bretanya encara s'enfrontava a la perspectiva d'una guerra amb Alemanya, Itàlia i el Japó. El febrer de 1938, Halifax va advertir a Chamberlain de les tensions al gabinet i va intentar negociar un acord entre Chamberlain i Eden. Eden va dimitir com a ministre d'Afers Exteriors el 20 de febrer, en protesta pel desig de Chamberlain de fer més concessions a Benito Mussolini, a qui Eden considerava un gàngster poc fiable, sense gestos de bona fe per part seva. Halifax va ser nomenat ministre d'Afers Exteriors el 21 de febrer de 1938, malgrat algunes crítiques del Partit Laborista i d'altres llocs perquè una feina tan important s'estava donant a un noble. Halifax va comentar "Ja he tingut prou crítiques per a una vida" (és a dir, com a virrei de l'Índia) abans d'acceptar el nomenament com a ministre d'Afers Exteriors. Chamberlain el preferia a l'excitable Eden: "Dono gràcies a Déu per un ministre d'Afers Exteriors estable i impertorbable."

### Secretari d'Afers Exteriors

#### Anàlisi
La línia política de Halifax com a ministre d'Afers Exteriors s'ha de veure en el context de la política exterior britànica existent, que es basava en un ampli consens que en cap de les democràcies hi havia suport popular a la guerra, la pressió militar o fins i tot el rearmament. Hi va haver debat sobre fins a quin punt es podien separar els interessos molt separats de les dictadures. Era clar que una alineació d'Alemanya i Itàlia dividiria les forces britàniques en qualsevol guerra general i que, sense almenys una Itàlia neutral, Gran Bretanya no podria moure grans forces navals cap a l'est per enfrontar-se al Japó, donat el fort sentiment aïllacionista a Amèrica. Per a molts, especialment al Foreign Office, l'apaivagament era un compromís necessari per guanyar temps per al rearmament, un procés en el qual Gran Bretanya ja estava fortament compromesa. D'altres, especialment Churchill, esperaven que una forta aliança militar amb França permetés una política exterior més robusta envers els dictadors. Molts compartien la confiança de Churchill en el gran exèrcit francès, tot i que menys compartien la seva creença que França seria un aliat resilient.
Chamberlain va abraçar la política d'apaivagament com una força moral per al bé, igual que molts altres que s'oposaven profundament a la guerra i a la despesa en defensa. En comparació, la política de Halifax sembla més pragmàtica, com la de Samuel Hoare, juntament amb un ferm compromís amb el rearmament, tot i que sense entusiasme. Tots els partits van reconèixer l'hostilitat de l'opinió pública envers la guerra o els preparatius militars, i la dificultat d'actuar sense una disposició per part dels Estats Units o la Unió Soviètica a jugar el seu paper (el Partit Laborista es va oposar al rearmament fins molt després de l'Acord de Munic).

#### Munic

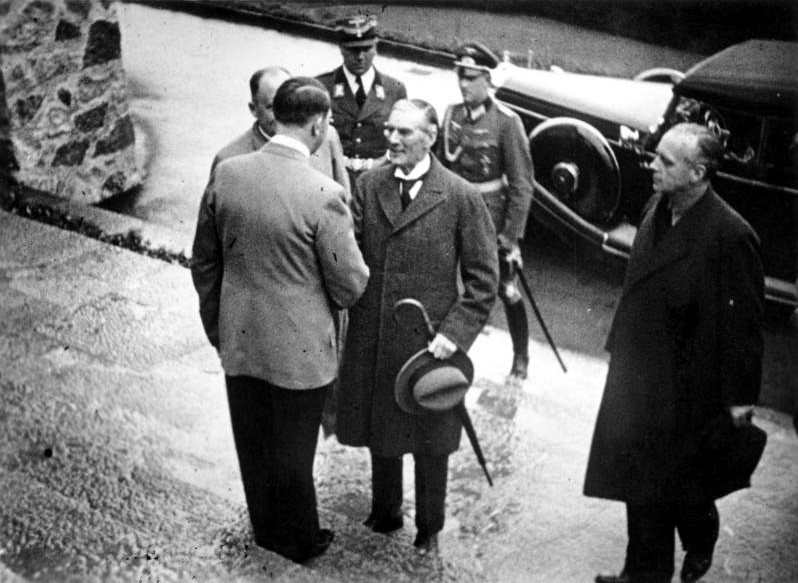
Adolf Hitler saluda el primer ministre britànic Neville Chamberlain a les escales del Berghof, el 15 de setembre de 1938 durant la crisi sobre Txecoslovàquia. Joachim von Ribbentrop es troba a la dreta.

L'annexió d'Àustria per part de Hitler el març de 1938 va fer que Halifax estigués més interessat en el rearmament britànic. Txecoslovàquia era clarament la següent a l'agenda, però ni Gran Bretanya ni França creien que tinguessin la capacitat militar per donar-li suport, i a l'estiu de 1938, Halifax encara volia instar els txecoslovacs en privat a fer concessions a Alemanya, que estava fent demandes pel que fa a l'estatus dels alemanys dels Sudets. Halifax va romandre a Londres i no va acompanyar Chamberlain en els seus dramàtics vols a Alemanya a la tardor de 1938. Això va ser vist en el seu moment com un signe del domini de Chamberlain sobre el seu gabinet.
Sembla que una conversa franca amb el seu bel·ligerant secretari permanent, Sir Alexander Cadogan, va portar Halifax a la clara conclusió que el camí cap a l'apaivagament havia portat Gran Bretanya a una sèrie de concessions imprudents i que probablement no assegurarien la necessària pacificació d'Alemanya. El 25 de setembre de 1938, Halifax es va pronunciar al gabinet en contra de les demandes inflades presentades per Hitler al Memoràndum de Godesberg després de la seva segona reunió al cim amb Chamberlain. Ara se sap que Halifax, sota la influència de Cadogan, va persuadir el gabinet perquè rebutgés els termes de Godesberg. Gran Bretanya i Alemanya van estar a punt d'entrar en guerra fins que Chamberlain va volar a Munic. Chamberlain amb prou feines es podia permetre perdre un segon secretari d'Afers Exteriors, i el seu domini del seu gabinet mai va tornar a ser tan aclaparador.
L'eventual Acord de Munic, signat després de la tercera reunió a la cimera de Chamberlain amb Hitler, va ser aparentment popular arreu del món i humiliant per a molts membres del govern britànic, però no va satisfer els desitjos de Hitler (ni les concessions proposades per Chamberlain) i va augmentar la determinació de Hitler de tornar per destruir Txecoslovàquia a la primavera. El 3 d'octubre de 1938, Halifax va defensar l'Acord de Munic a la Cambra dels Lords, en termes molt més mesurats que els que havia fet el Primer Ministre, no com un triomf sinó com el menor de dos mals.
La crisi de Munic havia fet que Halifax comencés a adoptar una línia més ferma que Chamberlain contra més concessions a Alemanya. Andrew Roberts argumenta que a partir d'aquest moment, Halifax es va posicionar fermament cap a una política de dissuasió. Esperava que un major rearmament —inclòs el reforç de les aliances amb els països de l'Europa de l'Est i el suport econòmic als mateixos, i la reintroducció del servei militar obligatori— juntament amb una línia més ferma cap a Alemanya, Itàlia i el Japó reduiria els riscos que aquestes tres potències hostils actuessin conjuntament. Cal destacar que, quan va començar la guerra, ni el Japó ni Itàlia estaven preparats per unir-s'hi fins que el pèndol no va oscil•lar gaire més a favor d'Alemanya.

#### Després de Munic

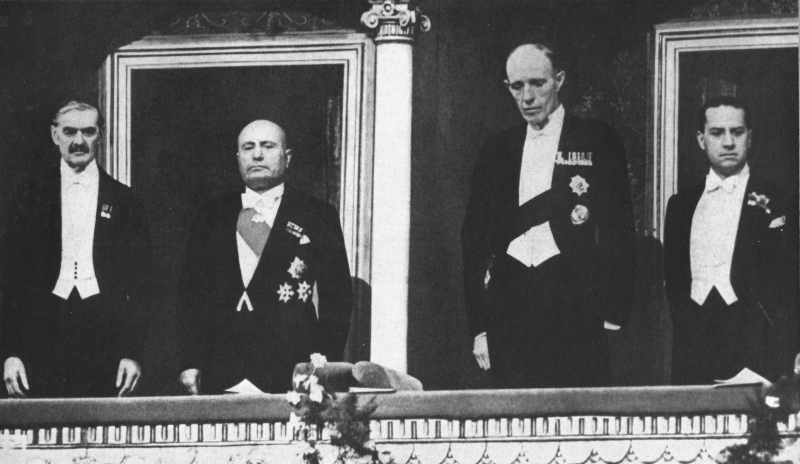
Neville Chamberlain, Benito Mussolini, Halifax i el comte Ciano a l'Òpera de Roma, gener de 1939

Després de Munic, Halifax va aconsellar (amb èxit) a Chamberlain que no capitalitzés la seva popularitat convocant eleccions generals anticipades; en canvi, va instar (en va) a Chamberlain a ampliar la Coalició Nacional oferint càrrecs no només a Churchill i Eden, sinó també a figures laboristes i liberals. Halifax també estava disgustat pel pogrom antijueu de la Kristallnacht (10 de novembre). Va defensar l'ajuda financera britànica als països de l'Europa Central i Oriental per dissuadir-los de caure sota la influència d'Alemanya. A mesura que la manca de compromís de Hitler respecte a l'Acord de Munic es feia més evident, Halifax va treballar constantment per construir una posició britànica més forta pressionant Chamberlain perquè prengués mesures econòmiques per apuntalar els interessos britànics a l'Europa de l'Est i evitar que arribessin subministraments militars addicionals a Alemanya, com ara el tungstè. El gener de 1939, Halifax va acompanyar Chamberlain a Roma per converses amb Mussolini. Aquell mes, Halifax va pressionar per converses d'estat major amb França, atès el perill d'una guerra simultània amb Alemanya i Itàlia. Després que Hitler trenqués l'acord de Munic i ocupés la part posterior de "Txecoslovàquia" (el guió s'havia afegit després de Munic), Chamberlain va pronunciar un discurs a Birmingham el 17 de març de 1939, prometent que Gran Bretanya aniria a la guerra per defensar Polònia. Halifax havia estat un dels impulsors d'aquest canvi de política. El març de 1939, Eden, aleshores fora del càrrec, va observar que gràcies a Halifax el govern "ara està fent el que voldríem".
Halifax va concedir una garantia a Polònia el 31 de març de 1939, impulsada per la intel•ligència alarmant sobre els preparatius alemanys, amb l'esperança d'enviar senyals clars a Alemanya que, en paraules de Halifax, no hi hauria "més Munics"". El Foreign Office va rebre informació a principis d'abril de 1939 que Itàlia estava a punt d'envair Albània. En una reunió de gabinet el 5 d'abril de 1939, Halifax va rebutjar aquests informes. Dos dies després, Itàlia va envair Albània; Halifax es va reunir amb Sir Alexander Cadogan i "vam decidir que no podem fer res per aturar-ho".Tot i que no li agradava el règim soviètic, sobretot pel seu ateisme, Halifax va ser més ràpid que Chamberlain a adonar-se que Gran Bretanya havia d'intentar aliar-se amb els soviètics. Va dir al comitè d'Afers Exteriors: "La Rússia soviètica és una cosa entre la de la piconadora inexpugnable i veure-la com a completament inútil militarment. No podem ignorar un país amb una població de 180.000.000 de persones".
Les negociacions (a l'estiu de 1939) van fracassar, i els soviètics van signar un acord amb els alemanys el 23 d'agost. S'ha suggerit que Halifax hauria d'haver dirigit les negociacions ell mateix, però això no hauria convingut al propòsit de Halifax perquè el seu govern no havia dut a terme les negociacions de bona fe. El Ministeri d'Afers Exteriors va confirmar a l'encarregat d'afers dels Estats Units el 8 d'agost de 1939 que "la missió militar, que ara havia abandonat Moscou, havia rebut l'ordre de fer tot el possible per allargar les discussions fins a l'1 d'octubre de 1939".Halifax va revelar al Comitè d'Afers Exteriors el 10 de juliol de 1939: "Tot i que els francesos estaven a favor que comencessin les converses militars, el govern francès pensava que les converses militars s'allargarien durant molt de temps i que, mentre tinguessin lloc, hauríem d'impedir que la Rússia soviètica entrés al camp alemany".
Mentre que Henry Roberts ha parlat del company de Halifax, el ministre d'Afers Exteriors (de la Unió Soviètica), Maxim Litvinov, com a posseïdor d'agudes habilitats de percepció i una capacitat "per detectar les principals tendències de la dècada del 1930 i anticipar el curs dels esdeveniments, cosa que indica la seva tremenda comprensió de la dècada", Halifax havia malinterpretat completament Hitler. Halifax va dir: "Hitler tenia una opinió molt baixa de la Unió Soviètica, i la nostra acció [d'alinear-nos amb els soviètics] li confirmaria la idea que érem un poble feble i feble". Al contrari, el que preocupava Hitler era la idea d'un pacte conjunt entre França, Gran Bretanya i la Unió Soviètica per evitar un pacte entre Alemanya i la Unió Soviètica. Halifax no sabia que l'abril de 1939 Hitler va dir a Ernst von Weizsäcker que estava contemplant una reconciliació amb la Unió Soviètica. El 2 d'agost de 1939, Hitler va preguntar a Konstantin von Neurath , un antic ministre d'Afers Exteriors i diplomàtic de carrera durant la República de Weimar, si el poble alemany acceptaria aquest canvi ideològic de l'anticomunisme a la signatura d'un pacte amb la Unió Soviètica. Neurath va assegurar a Hitler que «podia fer el que volgués amb el Partit [Nacionalsocialista]».
Amb la possibilitat que Polònia quedés repartida entre Alemanya i els soviètics (com de fet va passar aviat), el diarista "Chips" Channon, secretari privat parlamentari del ministre júnior de Halifax, Rab Butler, que s'oposava a la garantia, va registrar (25 d'agost de 1939) que "el baròmetre de la guerra continuava canviant" i que "la garantia polonesa era el pla predilecte i el fillol preferit de [Halifax]". Quan Alemanya va envair Polònia, Halifax va rebutjar qualsevol negociació mentre les tropes alemanyes romanien en sòl polonès. Tanmateix, es va mantenir ferm amb Chamberlain, que va retardar el compromís d'anar a la guerra fins que els francesos també s'haguessin compromès. Tots dos van ser objecte d'una revolta del gabinet, que va insistir que Gran Bretanya complís la garantia a Polònia. Gran Bretanya va declarar la guerra a Alemanya el 3 de setembre de 1939.

### La Guerra de broma
Després de l'esclat de la guerra, la diplomàcia de Halifax va tenir com a objectiu dissuadir els soviètics d'unir-se formalment a les potències de l'Eix. Es va oposar al bombardeig d'Alemanya, per por que els alemanys prenguessin represàlies. L'intermediari suec Birger Dahlerus s'havia acostat a Gran Bretanya per a converses de pau a l'agost de 1939, just abans de l'esclat de la guerra. L'1 de novembre de 1939, Halifax va respondre a una proposta a través dels canals suecs que no era possible la pau amb Hitler al poder. Fins i tot això va despertar la ira de Churchill, Primer Lord de l'Almirallat, que va enviar una nota privada a Halifax renyant-lo que aquestes converses eren perilloses. Halifax va romandre oposat a qualsevol indici d'una pau de compromís durant la Guerra de Broma.

### Churchill com a primer ministre
El 8 de maig de 1940, el govern de Chamberlain va sobreviure a una moció de censura provocada pel deteriorament de la situació militar a Noruega. El govern tenia una majoria nominal de 213 a la Cambra: al final del "Debat de Noruega", van guanyar la votació amb una majoria de només 81 vots; 33 conservadors i 8 dels seus aliats van votar amb els partits de l'oposició, i 60 es van abstenir. Churchill només havia estat nomenat Primer Lord de l'Almirallat a contracor. No obstant això, va emprendre una defensa ferma i apassionada de Chamberlain i el seu govern en el debat previ a la votació. En circumstàncies normals, un vot tan feble no hauria estat políticament desastrós, però va ser decisiu en un moment en què el Primer Ministre estava sent fortament criticat per ambdós bàndols de la Cambra i hi havia un fort desig d'unitat nacional. Parlant amb Churchill després de la votació, Chamberlain va admetre la seva consternació i va dir que intentaria un govern de coalició amb els partits laborista i liberal, però Churchill s'hi va oposar.
A les 10.15  del matí següent (9 de maig), Chamberlain es va reunir amb Halifax i Churchill a la Sala del Gabinet. El propi relat de Churchill sobre aquests esdeveniments, publicat vuit anys més tard a The Gathering Storm, el primer volum de la seva obra La Segona Guerra Mundial, no coincideix exactament amb relats contemporanis com el propi diari de Halifax i el registre d'Alexander Cadogan de les seves converses amb Halifax, o relats donats per Chamberlain o pel Cap de la Cambra de Representants David Margesson (la presència del qual a la reunió Churchill no esmenta). Churchill va descriure una batalla de voluntats en què Chamberlain va obrir la reunió argumentant que Churchill no podia aconseguir el suport del Partit Laborista després d'haver hagut de defensar el govern al Debat de Noruega, només per trobar-se amb un llarg silenci abans que Halifax, amb certa vacil•lació, expressés la seva pròpia inadequació per al càrrec. Altres relats descriuen Halifax oposant-se molt més ràpidament i Churchill donant-li un acord activament amb ell. Churchill també data erròniament els esdeveniments del 9 de maig amb l'endemà, i tot i que el seu assistent d'escriptura William Deakin va acceptar la responsabilitat d'aquest error, més tard va confirmar, en una entrevista el 1989, que el relat de Churchill havia estat embellit després de nombroses recreacions i que no es pretenia prendre seriosament. La descripció de Chamberlain intentant persuadir Churchill perquè acceptés tàcitament el nomenament de Halifax com a primer ministre també és difícil de conciliar amb el fet que Halifax va expressar la seva reticència a fer-ho a Chamberlain en una reunió entre els dos homes el matí del dia 9.
A dos quarts de cinc d'aquella tarda, Chamberlain va celebrar una altra reunió, a la qual van assistir Halifax, Churchill i el líder i el líder adjunt del Partit Laborista de l'oposició (Clement Attlee i Arthur Greenwood, respectivament). Va preguntar als líders laboristes si acceptarien servir en un govern de coalició. Van respondre que podria ser possible, però només amb un primer ministre diferent i que, abans de poder donar una resposta oficial, necessitarien l'aprovació del Comitè Executiu Nacional del Partit Laborista, que aleshores era a Bournemouth preparant-se per a la conferència anual que havia de començar dilluns. Se'ls va demanar que truquessin per telèfon amb el resultat de la consulta l'endemà a la tarda. A l'entrada del seu diari del 9 de maig, escrita l'endemà al matí, Halifax va escriure més tard:
| « | No tenia cap dubte que succeir-lo crearia una situació força impossible. A part de les qualitats de Churchill en comparació amb les meves en aquest moment concret, quina seria de fet la meva posició? Churchill dirigiria Defensa, i en aquest sentit no es podia evitar recordar que la relació entre Asquith i Lloyd George s'havia trencat a la primera guerra... Aviat em convertiria en un primer ministre més o menys honorari, vivint en una mena de crepuscle just al marge de les coses que realment importaven. | » |

Els líders laboristes van trucar a les cinc  del dia 10 per informar que el partit participaria en un govern de coalició, tot i que havia d'estar sota el lideratge d'algú que no fos Chamberlain. En conseqüència, Chamberlain va anar al Palau de Buckingham per presentar la seva dimissió, recomanant al rei Jordi VI demanés a Churchill que formés govern. En fer-ho, una de les primeres accions de Churchill va ser formar un nou gabinet de Guerra més petit substituint sis dels polítics conservadors per Greenwood i Attlee, conservant només Halifax i Chamberlain.
La posició política de Churchill era feble, tot i que era popular entre els partits laborista i liberal per la seva postura contra l'apaivagament a la dècada de 1930. Tanmateix, era impopular al Partit Conservador i potser no era l'elecció del rei. Halifax tenia el suport de la major part del Partit Conservador i del rei, i era acceptable per al Partit Laborista. La seva posició com a par era una barrera merament tècnica, donada la magnitud de la crisi, i Churchill, segons sembla, estava disposat a servir sota el comandament de Halifax. Com va dir Lord Beaverbrook, "Chamberlain volia Halifax. Els laboristes volien Halifax. Sinclair volia Halifax. Els Lords volien Halifax. El rei volia Halifax. I Halifax volia Halifax". Només l'última frase era incorrecta, però; Halifax no volia convertir-se en primer ministre. Creia que l'energia i les habilitats de lideratge de Churchill eren superiors a les seves.
A diferència de Simon, Hoare i Chamberlain, Halifax no va ser objecte de l'odi laborista el maig de 1940. Dutton argumenta que "es va retirar" a causa d'un "dubte intern". "L'ambició política mai havia estat la motivació més convincent". Tenia mal de panxa, possiblement psicosomàtic, davant la idea de convertir-se en primer ministre, i probablement també pensava que podria tenir més influència com a adjunt de Churchill. Com Chamberlain, va servir al gabinet de Churchill, però sovint l'exasperava l'estil de fer negocis de Churchill. Com molts altres, Halifax tenia seriosos dubtes sobre el judici de Churchill.

### Crisi del gabinet de guerra del maig de 1940
Alemanya va envair Bèlgica, els Països Baixos i França el 10 de maig de 1940, el dia que Churchill es va convertir en primer ministre. Els dies 22 i 23 de maig, l'exèrcit alemany va arribar al Canal de la Mànega, aïllant la Força Expedicionària Britànica a Dunkerque. Churchill aviat va tenir un enfrontament amb Halifax, que creia que el Regne Unit havia d'intentar negociar un acord de pau amb Hitler, utilitzant Mussolini com a intermediari. Halifax creia que era millor intentar aconseguir termes que "salvaguardessin la independència del nostre Imperi, i si és possible la de França", amb la creença que les converses de pau facilitarien el retorn de la BEF (Força Expedicionària Britànica). No creia que hi hagués cap possibilitat realista de derrotar Alemanya. Churchill no hi estava d'acord, creient que "les nacions que van caure lluitant es van aixecar de nou, però les que es van rendir dòcilment van ser acabades" i que era poc probable que Hitler complís cap acord. A més, creia que aquesta era l'opinió del poble britànic.
El 24 de maig, Hitler va ordenar als seus exèrcits que s'aturessin abans d'arribar a Dunkerque, i dos dies després, les marines britànica i francesa van començar a evacuar les forces aliades. Entre el 25 i el 28 de maig, Churchill i Halifax van lluitar per aconseguir que el Gabinet de Guerra acceptés els seus respectius punts de vista; el 28 de maig, semblava que Halifax tenia l'avantatge i que Churchill podria ser obligat a abandonar el càrrec. Halifax va estar a punt de dimitir, cosa que podria haver enderrocat el govern de Churchill. Churchill va superar Halifax convocant una reunió del seu Gabinet Exterior de 25 membres, als quals va pronunciar un discurs apassionat, dient: "Si aquesta llarga història nostra de l'illa ha d'acabar finalment, que acabi només quan cadascun de nosaltres jegui ofegant-se amb la seva pròpia sang a terra", convencent tots els presents que Gran Bretanya havia de lluitar contra Hitler al cost que fos. Churchill també va obtenir el suport de Neville Chamberlain, que encara era líder del Partit Conservador.
Churchill va dir al Gabinet de Guerra que no hi hauria pau negociada. Halifax havia perdut. Unes setmanes més tard, el juliol de 1940, Halifax va rebutjar les ofertes de pau alemanyes presentades a través del Nunci Papal a Berna i els primers ministres portuguès i finlandès. Halifax va escriure a les seves memòries sobre un fet durant unes breus vacances a Yorkshire:
| « | Un d'aquests interludis a principis de juny de 1940 està gravat per sempre a la meva memòria. Va ser just després de la caiguda de França, un esdeveniment que en el moment en què va succeir em va semblar quelcom increïble, fins al punt de ser gairebé segurament irreal, i si no irreal, doncs incommensurablement catastròfic. La Dorothy i jo havíem passat una bonica nit d'estiu caminant pels Wolds, i de camí a casa vam seure al sol durant mitja hora en un punt amb vistes a la plana de York. Tot el paisatge del primer pla més proper era familiar: les seves vistes, els seus sons, les seves olors; gairebé no hi havia cap camp que no evoqués algun tros d'associació mig oblidat; el poble de teulada vermella i els llogarets propers, reunits per dir-ho d'alguna manera per fer companyia al voltant de la vella església de pedra grisa, on homes i dones com nosaltres, ara morts i desapareguts fa temps, s'havien agenollat en adoració i pregària. Aquí a Yorkshire hi havia un veritable fragment de l'Anglaterra immortal, com els Penya-segats Blancs de Dover, o qualsevol altra part de la nostra terra que els anglesos hagin estimat. Aleshores va sorgir la pregunta: és possible que la bota prussiana s'obri camí cap a aquest camp per trepitjar-lo i trepitjar-lo a voluntat? La sola idea semblava un insult i una ultratge; com si algú hagués de ser condemnat a veure com violaven la seva mare, dona o filla. | » |

## Ambaixador als Estats Units
Quan Chamberlain es va retirar del Gabinet per problemes de salut, Churchill va intentar treure Halifax del Ministeri d'Afers Exteriors oferint-li un lloc de treball com a viceprimer ministre de facto, vivint al número 11 de Downing Street. Halifax s'hi va negar, tot i que va acceptar tornar a ser Líder dels Lords. El desembre de 1940, el marquès de Lothian, ambaixador britànic als Estats Units, va morir sobtadament. Churchill va dir a Halifax que acceptés el càrrec, amb la condició que encara pogués assistir a les reunions del Gabinet de Guerra quan fos a casa de permís a Londres. El secretari de Churchill, Jock Colville, va registrar el 20 de desembre que Churchill pensava que el lloc de treball a Washington era una gran oportunitat perquè Halifax ajudés a portar els Estats Units a la guerra. Colville va registrar l'opinió de Churchill que Halifax "mai no compliria la reputació d'apaivagament que ell i el F.O. s'havien guanyat aquí. No tenia futur en aquest país". Colville pensava que Churchill havia estat influenciat pels informes mensuals de censura, que mostraven que Halifax havia heretat part de la impopularitat de Chamberlain. Halifax va ser l'últim home vinculat amb l'apaivagament a deixar el gabinet, ja que Chamberlain ja havia mort, i tant Hoare com Simon ja havien canviat de feina. Halifax i la seva dona van intentar desesperadament persuadir Eden perquè acceptés la feina a Washington, però sense èxit. Eden va ser reintegrat al Ministeri d'Afers Exteriors en lloc de Halifax.

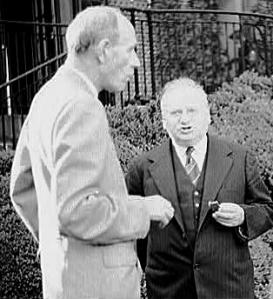
Halifax i l'ambaixador soviètic Maxim Litvinov en una festa a Washington, DC, el 1942

Halifax va salpar cap als Estats Units, que encara eren neutrals, el gener de 1941. El president Franklin D. Roosevelt el va rebre en persona quan va arribar. Deixant de banda els protocols diplomàtics, Roosevelt va agafar el iot presidencial Potomac per saludar Halifax mentre el seu vaixell feia port a la badia de Chesapeake. Inicialment, Halifax es va veure perjudicat per una sèrie de desastres de relacions públiques. Dues setmanes després de la seva arribada als Estats Units, Halifax va anar al Capitoli, on es va reunir amb els líders de la Cambra de Representants i del Senat. En marxar, Halifax va dir als periodistes que havia preguntat sobre el calendari per a l'aprovació de la Llei de Préstec i Arrendament. Els aïllacionistes van aprofitar les reunions per denunciar la intromissió britànica en els afers polítics americans. Va comparar la política de Washington amb "un dia de caça de conills desordenat"".
Inicialment, Halifax va ser una figura pública cautelosa i esquiva, no un diplomàtic públic eficaç com el seu predecessor. Les seves relacions amb Roosevelt eren satisfactòries, però Halifax va mantenir un perfil baix. L'estret compromís de Churchill amb els Estats Units i la seva inversió en la comunicació personal amb el president van significar un paper més restringit per a l'ambaixador britànic. La tecnologia de les comunicacions va permetre a Churchill comunicar-se directament amb Roosevelt des de Londres; el primer ministre també era un visitant habitual de Washington, gràcies a una tecnologia de transport més avançada (inclosos tant vaixells com avions més ràpids). El cosí de Halifax, Angus McDonnell, el va ajudar a trobar el seu lloc, i aviat va liderar un esforç de propaganda molt eficaç. Fins i tot un incident aquella tardor on va ser bombardejat amb ous podrits i tomàquets per aïllacionistes va ajudar a la seva reputació a la llarga. Va mantenir bones relacions amb Roosevelt i Harry Hopkins, i va recórrer el país, coneixent molts més nord-americans corrents que el seu predecessor. Es va fer especialment popular després de Pearl Harbor.

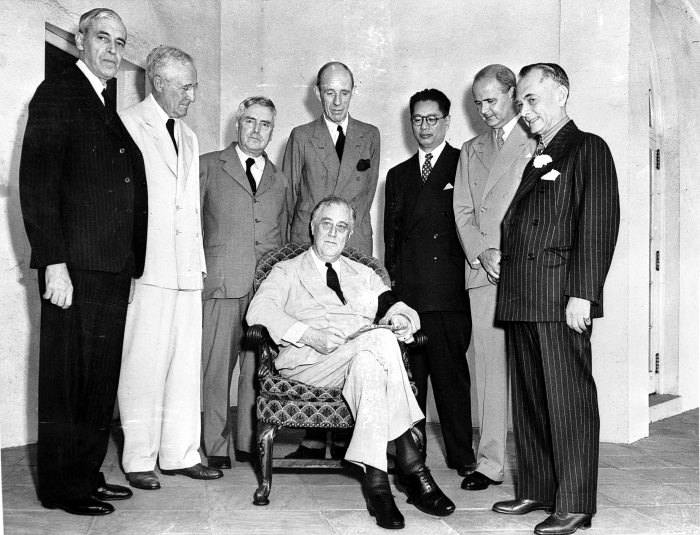
Lord Halifax al centre (darrere d'un Franklin D. Roosevelt assegut) com a membre del Consell de Guerra del Pacífic

Les relacions també es van centrar cada cop més en qüestions militars canalitzades a través de la secretaria de l'Estat Major Conjunt a Washington. Halifax estava cansat de Washington, sobretot després de la mort en acció del seu fill mitjà, Peter, el novembre de 1942, i de la greu ferida del seu fill petit, Richard, el gener de 1943. El març de 1943 va demanar en va a Anthony Eden que fos rellevat del seu càrrec, però va haver de quedar-se. El maig de 1944, Wood va ser nomenat comte de Halifax, la quarta creació del títol. Halifax va participar en una gran quantitat de conferències internacionals sobre l'ONU i la Unió Soviètica. Amb el Partit Laborista al poder sota Clement Attlee des del juliol de 1945, Halifax va acceptar la petició del secretari d'Afers Exteriors, Ernest Bevin, de quedar-se fins al maig de 1946. El febrer de 1946, va ser present al discurs "Teló d'Acer" de Churchill a Fulton, Missouri, que no va aprovar del tot. Creia que la visió de Churchill sobre l'amenaça soviètica era exagerada i el va instar a ser més conciliador. També va ajudar John Maynard Keynes a negociar el préstec angloamericà, que es va finalitzar el juliol de 1946.
L'últim any del seu càrrec d'ambaixador també va ser testimoni de la transició a la presidència de Harry S. Truman. Aquells anys van incloure moments tensos i reptes per a la relació, ja que el poder americà va eclipsar el de Gran Bretanya, i els interessos i drets de Gran Bretanya van ser ignorats en ocasions, en particular, la cessació de la cooperació nuclear després de la construcció de la bomba atòmica. Tanmateix, la col•laboració a la Segona Guerra Mundial va ser immensament reeixida i tan propera com qualsevol altra col•laboració d'aquest tipus. Va ser un càrrec exigent des de qualsevol punt de vista, però Halifax podia afirmar raonablement que havia jugat el seu paper, i va gaudir d'un mandat notablement més llarg que el seu successor menys reeixit, Archibald Clark Kerr, 1r Baró Inverchapel.

## Vida posterior
De tornada al Regne Unit, Halifax es va negar a reincorporar-se a la banqueta conservadora, argumentant que seria inapropiat, ja que havia estat treballant per al govern laborista que encara estava en el càrrec. El govern laborista proposava que l'Índia esdevingués plenament independent el maig de 1948 (més tard avançat a l'agost de 1947) sense cap pla per protegir les minories. El vescomte Templewood (com era conegut ara Samuel Hoare) es va oposar al pla, però Halifax va parlar a favor del govern, argumentant que no era apropiat oposar-se al pla si no es suggeria cap alternativa. Va persuadir molts parells vacil·lants perquè donessin suport al govern.
En retirar-se, Halifax va tornar a activitats majoritàriament honorífiques. Va ser canceller de l'Orde de la Lligacama. Va ser governador actiu d'Eton i canceller de la Universitat d'Oxford. Va ser membre honorari de All Souls des del 1934. Va ser canceller de la Universitat de Sheffield i Gran Senescal de l'Abadia de Westminster. Va ser mestre de la Middleton Hunt. Va ser president de la Pilgrims Society, una societat dedicada a millorar les relacions angloamericanes. Des del 1947 va ser president del Consell Assessor General de la BBC. Des del 1957 va ser Gran Mestre de l'Orde de Sant Miquel i Sant Jordi .
A mitjans de la dècada de 1950, la seva salut empitjorava. Un dels seus últims discursos importants a la Cambra dels Lords va ser el novembre de 1956, quan va criticar la política de Suez del govern i el dany que estava causant a les relacions angloamericanes. Va fer poc per qüestionar la visió crítica de l'apaivagament que estava de moda aleshores. La seva autobiografia de 1957, Fulness of Days, va ser descrita al Dictionary of National Biography com a "suaument evasiva" David Dutton la descriu com "un llibre extremadament reticent que va afegir poc al registre històric". Va donar la impressió que havia estat un subordinat fidel de Chamberlain, ometent esmentar el seu paper en el canvi de política a la primavera de 1939.
Va morir d'un atac de cor a la seva finca de Garrowby el 23 de desembre de 1959, als 78 anys. La seva vídua el va sobreviure fins al 1976.
Halifax havia venut Temple Newsam a la ciutat de Leeds per menys del valor de mercat el 1925, tot i que l'ajuntament va rebutjar una oferta similar pel seu contingut. El 1948 va donar 164 de les seves pintures a un museu que l'Ajuntament de Leeds estava a punt d'obrir-hi. El seu testament es va valorar per a la validació d'homologació en 338.800 lliures, 10 xílings i 8 penics (sense incloure les terres establertes, és a dir, terres lligades a fideïcomisos familiars perquè cap individu en tingui el control total), equivalent a uns 8,8 milions de lliures el 2023 Malgrat la seva gran riquesa, Halifax era notòriament garrepa amb els diners. Rab Butler va explicar una anècdota de com una vegada havia tingut una reunió amb Halifax, el seu cap en aquell moment. Un funcionari va portar dues tasses de te i quatre galetes per a ells; Halifax va tornar dues de les galetes, indicant al funcionari que no li cobrés per elles.

## Avaluacions
Halifax no podia pronunciar les seves "r". Tenia encant professional i l'autoritat natural d'un aristòcrata, aquesta última ajudada per la seva immensa alçada. Feia 1,96 metres (6 peus i 5 polzades) . Harold Begbie va descriure Halifax com "el tipus d'anglès més elevat actualment en política", la "vida i doctrina del qual estaven en completa harmonia amb un principi moral molt elevat, però que no té un judici sever per als homes que s'equivoquen i s'equivoquen". Harold Macmillan va dir que Halifax posseïa una "naturalesa dolça i cristiana". Rab Butler el va anomenar "aquesta figura estranya i imponent, meitat sant no mundà, meitat polític astut."
El 1968, es van publicar els registres oficials dels anys de Halifax com a ministre d'Afers Exteriors (la "regla dels cinquanta anys" va ser substituïda per la "regla dels trenta anys"). L'historiador conservador Maurice Cowling va argumentar que la postura de Halifax de creixent resistència a Hitler, especialment la garantia polonesa a la primavera de 1939, no estava motivada tant per consideracions d'estratègia sinó per la necessitat d'avançar-se a un canvi radical en l'opinió nacional britànica. Va escriure el 1975: "Per a la història, fins ahir, Halifax era l'arxipacificador. Això, ara es reconeix, va ser un error. El seu paper, però, va ser complicat. En aquestes pàgines no és l'home que va aturar la podridura, sinó l'encarnació de la saviesa conservadora que va decidir que calia obstruir Hitler perquè no es podia resistir el Partit Laborista d'una altra manera."
David Dutton argumenta que Halifax, com Chamberlain, va trigar a apreciar la maldat de Hitler i estava massa confiat que la negociació podria donar resultats. El seu període com a ministre d'Afers Exteriors va ser "el pivot de la seva carrera i continua sent el període del qual depèn en última instància la seva reputació històrica"; de la mateixa manera que Eden va salvar la seva reputació dimitint a temps, Halifax va danyar la seva sent ministre d'Afers Exteriors entre 1938 i 1940. "Es mereix cert mèrit per abandonar, o almenys per modificar decisivament, la política d'apaivagament". La seva negativa a prendre el càrrec de primer ministre el maig de 1940 va ser "l'acte més significatiu de la seva llarga carrera". Argumenta que més tard aquell mes, lluny de ser un possible Quisling, Halifax va basar les seves polítiques en consideracions racionals, i que "sobre bases racionals, hi havia molt a dir a favor de la línia del ministre d'Afers Exteriors que Gran Bretanya hauria d'haver investigat almenys quines condicions de pau s'oferien". Tanmateix, el seu "paper més important en la vida pública" va ser, segons Dutton, com a ambaixador als Estats Units, on va ajudar a suavitzar una relació que era "sovint més tensa del que les primeres interpretacions... tendien a suggerir".
El Halifax College de la Universitat de York porta el seu nom. El Lady Irwin College, un college femení de Delhi, es va establir sota el patrocini de Dorothy, Lady Irwin, el 1931.

## Vida privada
Halifax es va casar amb Lady Dorothy Evelyn Augusta Onslow (1885–1976), filla de William Onslow, 4t comte d'Onslow, exgovernador general de Nova Zelanda, el 21 de setembre de 1909.
Van tenir cinc fills junts:
- Lady Anne Dorothy Wood, OBE JP (31 de juliol de 1910 - 25 de març de 1995); es va casar amb Charles Duncombe, 3r comte de Feversham, el 14 de desembre de 1936.[61]
- Mary Agnes Wood (31 de juliol de 1910 – 3 d'agost de 1910)
- Charles Ingram Courtenay Wood, 2n comte de Halifax (3 d'octubre de 1912 - 19 de març de 1980)
- Major Honorable Francis Hugh Peter Courtenay Wood (nascut el 5 d'octubre de 1916, mort en acció[62] el 26 d'octubre de 1942 mentre servia amb el Royal Armoured Corps a Egipte[63])
- Richard Frederick Wood, Baró Holderness (5 d'octubre de 1920 - 11 d'agost de 2002); diputat des de 1950 , ocupant el càrrec des de 1955.[17]

Halifax també va tenir amb la Sra. F.E.B. a Oxford un fill natural, J.L.B., nascut el 5 de desembre de 1940, que es va convertir en un famós indòleg. Deu haver estat concebut en el moment del discurs de Halifax als estudiants universitaris d'Oxford al Sheldonian el 27 de febrer de 1940, com a rector de la Universitat i secretari d'Afers Exteriors, un discurs que "va ser tant una defensa animada dels valors de la civilització cristiana com una contribució personal al debat sobre els objectius bèl•lics".

## En la cultura popular
Lord Halifax va ser retratat a la pel•lícula d'èxit de Richard Attenborough Gandhi, interpretat per per John Gielgud, que descriu la seva època com a virrei de l'Índia i el seu paper en les negociacions amb Gandhi sobre la independència de l'Índia. Halifax també va ser retratat, com a antagonista, a la pel•lícula del 2017 Darkest Hour, de Joe Wright, interpretat per Stephen Dillane.

## Estils i honors

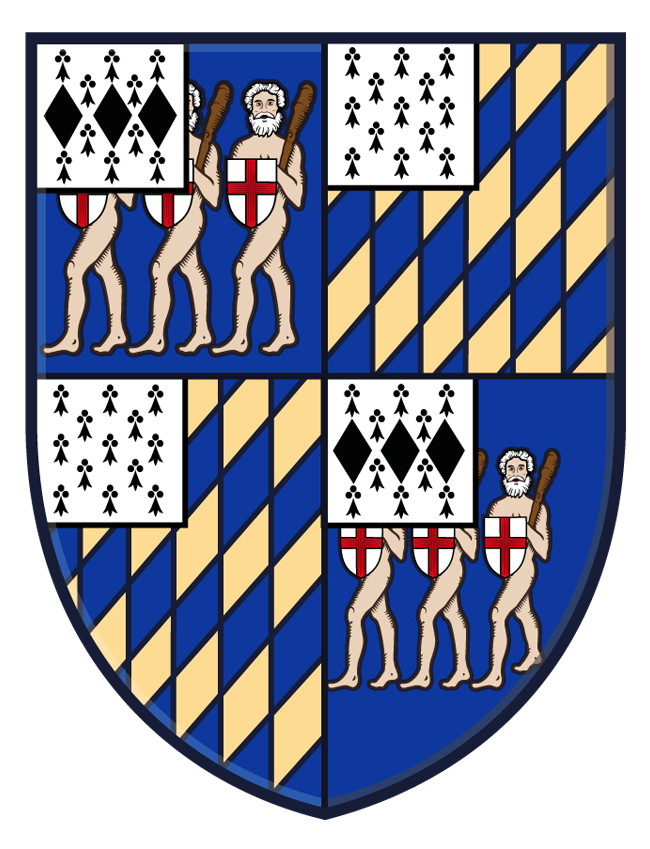
Escut d'armes del Molt Honorable Edward Wood, 1r Comte de Halifax

### Estils
- 16 d'abril de 1881 – 8 d'agost de 1885: Edward Frederick Lindley Wood
- 8 d'agost de 1885 – 10 de febrer de 1910: L'Honorable Edward Frederick Lindley Wood
- 10 de febrer de 1910 – 25 d'octubre de 1922: L'Honorable Edward Frederick Lindley Wood, MP
- 25 d'octubre de 1922 – 22 de desembre de 1925: El Molt Honorable Edward Frederick Lindley Wood, MP[67]
- 22 de desembre de 1925 – 3 d'abril de 1926: El Molt Honorable Lord Irwin PC[9]
- 3 d'abril de 1926 – 18 d'abril de 1931: Sa Excel·lència el Molt Honorable Lord Irwin PC, virrei i governador general de l'Índia[68]
- 18 d'abril de 1931 – 19 de gener de 1934: El Molt Honorable Lord Irwin PC
- 19 de gener de 1934 – desembre de 1940: El Molt Honorable Vescomte Halifax PC
- Desembre de 1940 – 1944: Sa Excel·lència el Molt Honorable Vescomte Halifax PC, Ambaixador de Sa Majestat als Estats Units d'Amèrica
- 1944–1946: Sa Excel·lència el Molt Honorable Comte de Halifax PC, Ambaixador de Sa Majestat als Estats Units d'Amèrica
- 1946–1959: El Molt Honorable Comte de Halifax PC

### Honors
Cavaller del Molt Noble Orde de la Lligacama - 1931
 Cavaller Gran Comanador de l'orde de l'Estrella de l'Índia – 3 d'abril de 1926
 Cavaller Gran Comanador de l'orde de l'Imperi Indi – 3 d'abril de 1926
 Gran Creu de Cavaller de l'orde de Sant Miquel i Sant Jordi
 Membre de l'orde del Mèrit – 13 de juny de 1946
 Cavaller de Justícia del Venerable Orde de Sant Joan
 Estrella de 1914 – 1919
 Medalla Britànica de la Guerra 1914-20 – 26 de juliol de 1919
 Medalla de la Victòria 1914-1918
 Condecoració Territorial
 Gran Creu al Mèrit de l'orde al Mèrit de la República Federal Alemanya - 1958

### Títols honorífics
- Doctorat honoris causa en Lleis per la Universitat de Sheffield - 1931[69]
- Doctorat honoris causa en Lleis per la Universitat de Toronto - 1932[70]
- Doctorat honoris causa en Lleis per la Universitat de Liverpool – 26 de gener de 1934[71]
- Doctorat honoris causa en Lleis per la Universitat de Harvard - 1941[72]
- Doctorat honoris causa en Lleis per la Universitat de Yale - 1941[73]
- Doctorat honoris causa en Lleis per la Universitat de Syracuse – 1942[74]
- Doctorat honoris causa en Lleis per la Universitat de Nottingham - 1955[75]

### Càrrecs honorífics
- Company del All Souls College, Oxford – novembre de 1903
- Canceller de la Universitat d'Oxford – 1933-1959
- Canceller de la Universitat de Sheffield – 1947-1959
- Canceller del Molt Noble Orde de la Lligacama – 1943-1959
- Gran Senescal de l'abadia de Westminster – 27 de juny de 1947-23 de desembre de 1959
- Gran Mestre de l'orde de Sant Miquel i Sant Jordi – 1957-1959